# Lasioglossum seriatum
Lasioglossum seriatum là một loài Hymenoptera trong họ Halictidae. Loài này được Walker mô tả khoa học năm 1999.